# Бабушка-генерал
«Бабушка-генерал» (узб. Suyunchi) — советский художественный фильм режиссёра Мелиса Абзалова. Фильм создан на киностудии «Узбекфильм» в 1982 году.

## Сюжет
Главная героиня фильма: жительница маленького узбекского села Анзират (Зайнаб Садриева). Она живёт вместе с семьей сына. Жители села недолюбливают Анзират за её строгий и авторитарный характер. Один из её внуков, маленький Нурулла, ей заявляет: «Все вас не любят. Папа, мама, люди в селе, продавец Гайбулла. Говорят что вы вмешиваетесь в дела каждого человека.»
Чувствуя что скоро её не станет, Анзират старается все свои дела закончить. Она узнает у всех должны ли её внуки кому-то. Она дает деньги Эшмату, чье окно внуки Анзират часто разбивают, играя в футбол. Анзират говорит Эшмату, что её внуки ещё много будут играть в футбол около его дома. После смерти Анзират жители села понимают как её им не хватает.
Невестка Анзират наконец-то рожает дочку после 10 сыновей. Сын Анзират хотел, чтобы жена родила сына потому, что он планировал создать целую семейную футбольную команду.  Из-за этого и фильм на узбекском называется «суюнчи» — слово которое используется для объявление хороших новостей.